# Липско-Полесе
Липско-Полесе (пол. Lipsko-Polesie) — деревня в Замойском повете Люблинского воеводства Польши. Входит в состав гмины Замость. Находится примерно в 10 км к юго-западу от центра города Замосць. По данным переписи 2011 года, в деревне проживало 408 человек.
В 1975—1998 годах деревня входила в состав Замойского воеводства.

## Население
Демографическая структура по состоянию на 31 марта 2011 года:
|         | Всего | До трудоспособного возраста | Трудоспособного возраста | Старше трудоспособного возраста |
| ------- | ----- | --------------------------- | ------------------------ | ------------------------------- |
| Мужчины | 195   | 51                          | 132                      | 12                              |
| Женщины | 213   | 46                          | 128                      | 39                              |
| Всего   | 408   | 97                          | 260                      | 51                              |